# Sacha Baron Cohen

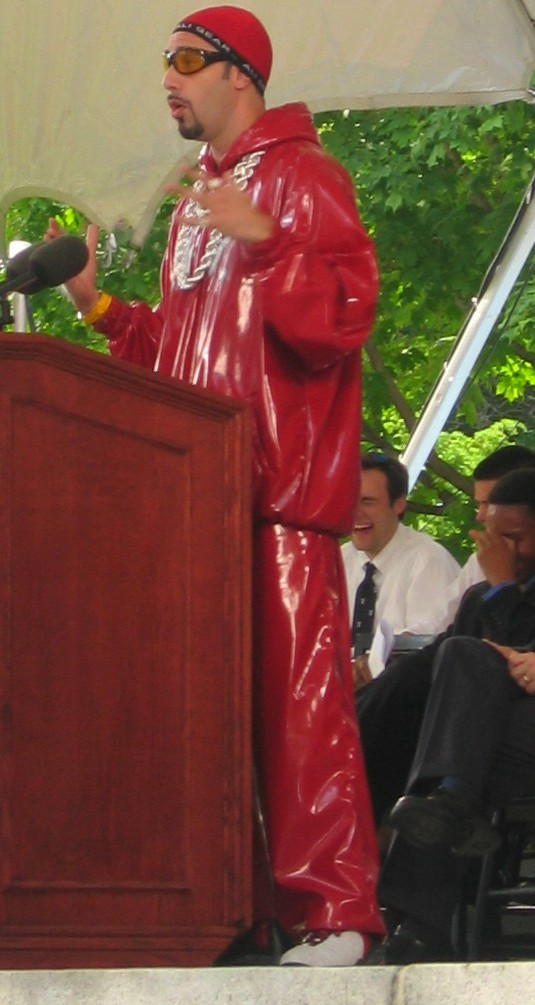
Sacha Baron Cohen als Ali G.

Sacha Noam Baron Cohen (Hammersmith (Londen), 13 oktober 1971) is een Brits komiek, vooral bekend van zijn alter ego's Ali G, Borat, Brüno en Admiraal Generaal Aladeen. In zijn programma's doet hij dikwijls interviews met bekende en onbekende personen, waarbij hij altijd in zijn rol blijft.

## Biografie
Baron Cohen groeide op in een Joods middenklassengezin. Hij was de tweede van drie zoons. Zijn uit Wales afkomstige vader had een herenmodezaak in Piccadilly, zijn moeder was Israëlisch. Baron Cohen is een broer van de componist Erran Baron Cohen en een neef van de autisme-expert Simon Baron-Cohen. Hij zat op school in Hertfordshire, samen met Matt Lucas (bekend van Little Britain), komiek David Baddiel en Formule 1-winnaar Damon Hill. Hij vertrok voor een jaar naar zijn moeders geboorteland, maar keerde terug om geschiedenis te gaan studeren aan Christ's College, Cambridge. Baron Cohen schreef zijn scriptie over de joodse invloed op de 'Civil Rights Movement', in de Verenigde Staten van de jaren 60.
Hij werd bekend toen hij als Ali G optrad in The Eleven O'Clock Show op het Britse Channel 4. In 2000 kwam er een vervolg op de serie met Da Ali G Show, waarmee hij het jaar daarop de BAFTA Award won voor beste comedyserie. In 2003 waaide de show over naar de Verenigde Staten. Hier kreeg hij enige kritiek te verduren, omdat hij ervan werd beschuldigd als blanke een karikatuur te maken van de zwarte gemeenschap via zijn onnozele, seksistische en vrouwonvriendelijke gangstertypetje Ali G.
Andere fictieve karakters van Baron Cohen zijn Borat, een televisieverslaggever uit Kazachstan, ironisch genoeg een Jodenhater, en Brüno, een homoseksuele Oostenrijkse modeverslaggever, die zijn "slachtoffer" vaak in een ongemakkelijke positie brengt door te zinspelen op homoseksuele relaties.
Van zowel Ali G, Borat als Brüno zijn films uitgekomen: Ali G Indahouse in 2002 , Borat: Cultural Learnings of America for Make Benefit Glorious Nation of Kazakhstan in 2006 en Brüno in 2009. Rond de première van Borat wilde Baron Cohen alleen maar als zijn typetje Borat verschijnen in talkshows. Hij verschijnt sowieso weinig op televisie als zichzelf. In de films van Borat gaat het over een reis naar de Verenigde Staten. Beide films zijn geregisseerd door Larry Charles. Eind 2007 verklaarde Baron Cohen zijn typetjes Ali G en Borat niet langer te zullen spelen; ook Brüno behoort inmiddels tot het verleden. Voor de British Comedy Awards van 2012 maakte hij echter een uitzondering door nog eenmaal als Ali G ten tonele te verschijnen. In 2016 was Baron Cohen te zien als Time in de film Alice Through the Looking Glass.
In 2018, maakte Baron Cohen Who Is America? voor Showtime, zijn eerste televisieshow sinds Da Ali G Show. In deze zevendelige reeks gebruikt hij zes nieuwe typetjes om bekende en minder bekende Amerikanen te interviewen.
In 2019 speelde Baron Cohen de hoofdrol in de Netflix-serie The Spy, die is gebaseerd op waargebeurde feiten. In deze serie heeft Baron Cohen een serieuze rol.

## Werkwijze
De humor van Baron Cohen is te omschrijven als provocerend, satirisch, ironisch en maatschappijkritisch. Maar vaak is het ook gewoon onderbroekenlol en seksueel getinte grappen. De strategie die hij het meeste toepast is dat hij als typetje mensen interviewt en ze ongemakkelijke vragen stelt. De vragen zijn op zichzelf vaak al grappig, maar ook de bijbehorende reactie kan soms zeer grappig zijn. Vaak maakt hij een analogie met zijn eigen weerzinwekkende karakter en de gewoontes van zijn slachtoffers. Zo vereenzelvigt hij zich als Borat met traditionele Engelse jagers door de vossenjacht te vergelijken met de berenjacht in Kazachstan. Soms slaagt hij erin om bij zijn slachtoffers taboes open en bloot te leggen. Zo ontlokte hij als Borat bij politicus James Broadwater de uitspraak dat Joden waarschijnlijk naar de hel zullen gaan. Ook vertelde een jager hem dat hij het jammer vond dat hij niet op Joden mocht jagen en liet hij Texaanse cafébezoekers enthousiast een antisemitisch lied zingen. Als Brüno slaagt hij er in een vooraanstaande modeontwerper zijn negatieve mening over Paris Hilton bij te stellen, omdat zijn show zogenaamd gesponsord wordt door de Hiltons.
Maar meestal maakt hij een karikatuur van zijn eigen typetje en doet de reactie van de geïnterviewde er niet echt toe.
In de films over Borat en Brüno gebruikt hij dezelfde strategie. In deze films zijn Borat en Brüno de enige gespeelde karakters en zijn alle overige mensen nietsvermoedende slachtoffers. De films Ali G in Da House en The Dictator zijn wel helemaal gescript en geacteerd.

## Privéleven
Baron Cohen is sinds 2004 verloofd en op 15 maart 2010 in Parijs getrouwd met de Australische actrice Isla Fisher. In 2007 is ze ook tot het jodendom bekeerd. Fisher is bekend van diverse rollen in films als Scooby-Doo, Wedding Crashers en Confessions of a Shopaholic. In 2007 werd hun eerste kind geboren, een dochter. Het paar heeft nu twee dochters en een zoon.
In april 2024 maakte het stel bekend te gaan scheiden.

## Prijzen en nominaties
- 1999 - Wint een British Comedy Award, Beste Mannelijke Nieuwkomer voor "The 11 O'Clock Show" (1998)
- 2000 - Genomineerd voor een BAFTA TV Award, Best Entertainment Performance voor "The 11 O'Clock Show" (1998)
- 2000 - Nominatie voor National Television Award, Groot-Brittannië, Most Popular Comedy Performer voor: "Da Ali G Show" (2000)
- 2000 - Wint een TV Quick Award, TV Personality of the Year voor "Da Ali G Show" (2000)
- 2001 - Wint een BAFTA TV Award, Best Comedy (Programme or Series) voor "Da Ali G Show" (2000) (gedeeld)
- 2001 - Wint een BAFTA TV Award, Best Comedy Performance voor "Da Ali G Show" (2000)
- 2003 - Nominatie voor een Emmy Award, Outstanding Non-Fiction Program (Alternative) voor "Da Ali G Show" (2003) (gedeeld)
- 2003 - Nominatie voor een Emmy Award, Outstanding Writing for Non-Fiction Programming voor "Da Ali G Show" (2003) (gedeeld)
- 2004 - Nominatie voor een Golden Satellite Award, Best Performance by an Actor in a Series, Comedy or Musical voor "Da Ali G Show" (2003)
- 2005 - Nominatie voor een Emmy Award, Outstanding Variety, Music or Comedy Series voor "Da Ali G Show" (2003) (gedeeld)
- 2005 - Nominatie voor een Emmy Award, Outstanding Writing for a Variety, Music or Comedy Program voor "Da Ali G Show" (2003) (gedeeld)
- 2007 - Wint Golden Globe, Best Performance by an Actor in a Motion Picture - Musical or Comedy voor "Borat: Cultural Learnings of America"
- 2007 - Nominatie voor Academy Award (Oscar), Best Writing, Adapted Screenplay voor Borat: Cultural Learnings of America for Make Benefit Glorious Nation of Kazakhstan (2006) (gedeeld)
- 2007 - Wint MTV Movie award voor de film Borat: Cultural Learnings of America for Make Benefit Glorious Nation of Kazakhstan voor beste komedie.
- 2007 - Wint MTV Movie Award voor de film Talladega Nights: The Ballad of Ricky Bobby voor beste filmkus.

## Filmografie
- Jack and Jeremy's Police 4 (1995)
- The Jolly Boys' Last Stand (2000)
- Ali G Indahouse (2002)
- Spyz (2003)
- Da Ali G Show (2003)
- Madagascar (2004) (stem)
- Talladega Nights: The Ballad of Ricky Bobby  (2006)
- Borat: Cultural Learnings of America for Make Benefit Glorious Nation of Kazakhstan (2006)
- Sweeney Todd: The Demon Barber of Fleet Street (2007)
- Madagascar: Escape 2 Africa (2008) (stem)
- Brüno (2009)
- Hugo (2011)
- The Dictator (2012)
- Madagascar 3: Europe's Most Wanted (2012) (stem)
- Les Misérables (2012)
- Grimsby (2016)
- Alice Through the Looking Glass (2016)
- Who Is America? (2018) (televisieserie)
- The Spy (2019) (televisieserie)
- The Trial of the Chicago 7 (2020)
- Borat Subsequent Moviefilm (2020)
- Luca (2021) (stem)
- Disclaimer (2024) (televisieserie)
- Ironheart (2025) (televisieserie)